# 房瀛
房瀛（1471年—？），字登之，山東兖州府沂州費縣人，民籍，明朝政治人物。

## 生平
弘治五年（1492年）壬子科山東鄉試第六十四名舉人。弘治六年（1493年）中式癸丑科會試第一百九十名，三甲第一百六十名進士。授揚州府推官。十八年十一月擢授雲南道試監察御史，正德二年（1507年）閏正月差查盘邊儲，八年十二月升湖廣按察司副使，丁憂，服闋，十二年十一月復除湖廣。

## 家族
曾祖房政，海寧典史；祖父房安；父房鑑，母彭氏。重庆下。